# سفارة الصين في استراليا
سفارة جمهورية الصين الشعبية في كومنولث أستراليا هي سفارة الصين في العاصمة كانبرا، أستراليا.
افتتحت السفارة عام 1990. أثناء بنائها في أواخر الثمانينيات، قام أعضاء منظمة المخابرات الأمنية الأسترالية ووكالة الأمن القومي الأمريكية "بتركيب نظام متطور من أجهزة التنصت بالألياف البصرية". تم كشف هذا الحدث علنيًا في عام 1995.
اعتبارًا من 2013, بدأ بناء بناية جديدة للسفارة. يشير المؤلف والصحفي الاسترالي بول دالي إلى أن "الوجود المتزايد لبكين في هذا الجزء الرمزي للغاية من المدينة يبدو انعكاسًا مناسبًا، وإن لم يكن مرحبًا به، لأولويات أستراليا الدبلوماسية والدفاعية والتجارية الدولية".